# Антонін Гоєр
Антонін Гоєр (чеськ. Antonín Hojer, 31 березня 1894, Прага — 22 жовтня 1964) — чехословацький футболіст, що грав на позиції захисника.
Виступав, зокрема, за клуб «Спарта» (Прага), а також національну збірну Чехословаччини.
Чотириразовий чемпіон Чехословаччини. 

## Клубна кар'єра
У дорослому футболі дебютував 1913 року виступами за команду клубу «Спарта» (Прага), кольори якої і захищав протягом усієї своєї кар'єри гравця, що тривала цілих дев'ятнадцять років. У складі «Спарти» був одним з головних бомбардирів команди, маючи середню результативність на рівні 0,37 голу за гру першості.

## Виступи за збірну
1920 року дебютував в офіційних матчах у складі національної збірної Чехословаччини. Протягом кар'єри у національній команді, яка тривала 11 років, провів у формі головної команди країни 35 матчів, забивши 3 голи.
У складі збірної був учасником  футбольного турніру на Олімпійських іграх 1920 року в Антверпені,  футбольного турніру на Олімпійських іграх 1924 року у Парижі.
В 1914 році грав у міжнародному товариському матчі за збірну Богемії, яка перемогла збірну другого дивізіону Австрії з рахунком 5:0.
Також грав у складі збірної Праги. Одним з найвідоміших його матчів за збірну міста був поєдинок проти збірної Парижа в 1922 році. Празька команда, за яку виступали 8 гравців «Спарти» і 3 представники «Уніона», здобула перемогу в столиці Франції з рахунком 2:0.
Помер 22 жовтня 1964 року на 71-му році життя.

## Титули і досягнення
- Чемпіон Чехословаччини (5):

«Спарта» (Прага): 1912, 1919, 1922, 1925–1926
- Чемпіон Середньочеської ліги (5):

«Спарта» (Прага): 1919, 1920, 1921, 1922, 1923,
- Фіналіст Кубка Мітропи (1):

«Спарта» (Прага): 1930
- Володар Середньочеського кубка (5):

«Спарта» (Прага): 1919, 1920, 1923, 1924, 1925